# Le Jeu de la dame
Cet article concerne la série télévisée. Pour le roman de Walter Tevis, voir Le Jeu de la dame (roman).
Le Jeu de la dame (The Queen's Gambit) est une mini-série américaine en sept parties d'environ 56 minutes chacune, créée par Scott Frank et Allan Scott, adaptée du roman éponyme de Walter Tevis publié en 1983, et mise en ligne le 23 octobre 2020 sur Netflix.

## Synopsis
Cette fiction suit Elisabeth Harmon, une prodige des échecs orpheline, de neuf à vingt-deux ans, dans sa quête pour devenir la meilleure joueuse d'échecs du monde, tout en luttant contre des problèmes émotionnels et une dépendance aux drogues et à l'alcool. L'histoire commence au milieu des années 1950 et se poursuit dans les années 1960.

## Distribution

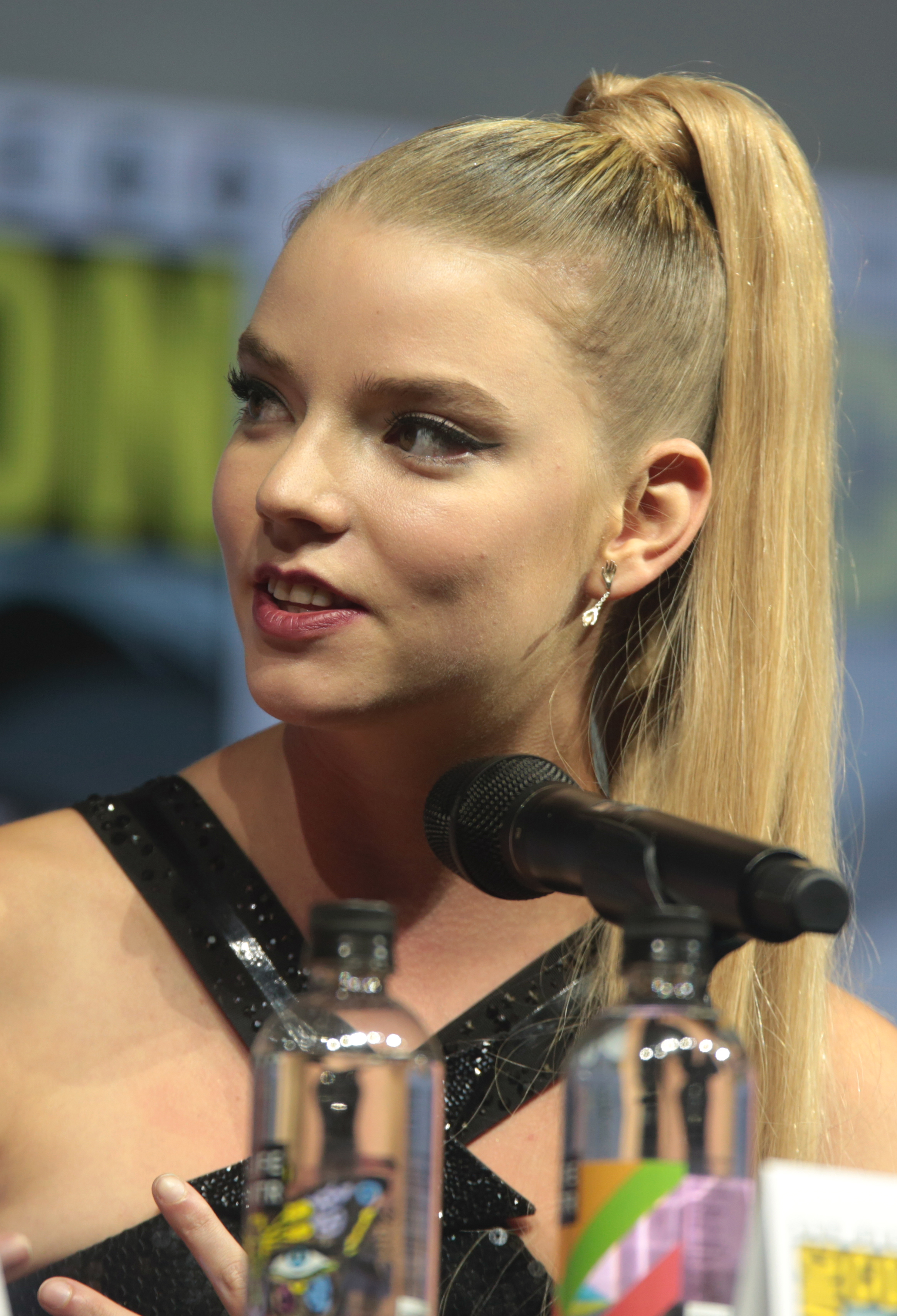
Anya Taylor-Joy incarne la protagoniste de la série, Beth Harmon.

### Acteurs principaux
- Anya Taylor-Joy (VF : Diane Kristanek) : Beth Harmon, jeune joueuse d'échecs
  - Isla Johnston (VF : Elisa Bardeau) : Beth, jeune
  - Annabeth Kelly : Beth, à cinq ans
- Bill Camp (VF : Bruno Dubernat) : Monsieur Shaibel, le gardien de l'orphelinat qui a appris à Beth à jouer aux échecs
- Moses Ingram (VF : Corinne Wellong) : Jolene, une orpheline amie de Beth à l'orphelinat
- Christiane Seidel (VF : Rafaèle Moutier) : Helen Deardorff, la directrice de l'orphelinat
- Rebecca Root (VF : Marie Bouvier) : Mlle Lonsdale
- Chloe Pirrie (VF : Marie Giraudon) : Alice Harmon, la mère biologique de Beth
- Akemnji Ndifornyen (en) (VF : Martin Faliu) : M. Fergusson
- Marielle Heller (VF : Flora Brunier) : Alma Wheatley, mère adoptive de Beth
- Harry Melling (VF : Tony Marot) : Harry Beltik, ami, adversaire et amant de Beth dans le Kentucky
- Patrick Kennedy (VF : Edgar Givry) : Allston Wheatley, mari d'Alma et père adoptif de Beth
- Jacob Fortune-Lloyd (VF : Thomas Roditi) : Townes, un joueur d'échecs pour qui Beth développe un amour non partagé
- Thomas Brodie-Sangster (VF : Gabriel Bismuth-Bienaimé) : Benny Watts, ami, adversaire et amant de Beth
- Marcin Dorociński : Vasily Borgov, champion du monde russe d'échecs

- Sophie McShera : Miss Graham

#### Version française
- Direction artistique : Thomas Charlet
- Société de doublage : Cinephase

Source et légende : version française (VF) sur RS Doublage

## Production
Le 19 mars 2019, Netflix commande à la production une série composée de sept épisodes. Créée par Allan Scott et Scott Frank, elle est réalisée par ce dernier et sort le 23 octobre 2020. Scott et Frank sont les producteurs délégués de la série aux côtés de William Horberg. La production bénéficie des conseils de l'ancien champion du monde d'échecs Garry Kasparov et de l'entraîneur d'échecs Bruce Pandolfini en tant que consultants,.
Dès la commande de la série, Anya Taylor-Joy est annoncée dans le rôle principal. L'actrice aurait accepté de jouer Beth Harmon avant même d’avoir lu le script, donnant son accord au créateur de la série, Scott Franck, après avoir lu le roman de Walter Tevis, dont la série est adaptée, en moins d'une heure.
En janvier 2020, Moses Ingram est annoncée parmi la distribution.
Le tournage commence en août 2019 à Cambridge (Ontario). Certaines scènes sont également tournées à Berlin, notamment Kino International pour les scènes à Paris, le zoo de Berlin et le Friedrichstadt-Palast.

## Résumé des épisodes
| № | # | Titre                       | Réalisation | Scénario    | Première diffusion |
| --- | - | --------------------------- | ----------- | ----------- | ------------------ |
| 1 | 1 | Ouvertures Openings         | Scott Frank | Scott Frank | 23 octobre 2020    |
| À la suite du décès d'Alice, sa mère, dans un accident de voiture, la petite Elizabeth « Beth » Harmon, âgée de 9 ans, arrive dans un orphelinat. Un jour, une professeur lui demande d'aller nettoyer les tampons du tableau dans le sous-sol. Là, elle découvre Monsieur Shaibel, le concierge de l'orphelinat, qui joue tout seul aux échecs. Tout de suite intéressée par le jeu, elle lui demande si elle peut jouer avec lui, mais il refuse catégoriquement, prétextant que les échecs ne sont pas pour les femmes. En parallèle, on administre aux petites filles des vitamines et des tranquillisants. Jolene, une de ses camarades, lui conseille de ne pas avaler les pilules vertes et de les garder pour s'aider à dormir, le soir venu. Beth suit son conseil mais commence à devenir dépendante. Au fur et à mesure, Monsieur Shaibel accepte que Beth joue aux échecs avec lui et lui apprend des ouvertures et quelques actions, comme le coup du berger. Beth s'avère être une élève très douée, absorbant les tranquillisants le soir pour visualiser un échiquier au plafond du dortoir et retenir les stratégies. Un jour, un homme, directeur du club d'échecs du lycée voisin, rencontre Beth. Après avoir battu Monsieur Shaibel et le directeur du club en partie simultanée, Beth finit les derniers coups en les citant de tête, le dos tourné, ne regardant même pas l'échiquier. Très impressionné, le directeur du club propose à Beth d'aller affronter les 12 meilleurs joueurs de son club, également en matchs simultanés. Lors de la séance, Beth les bat tous facilement. De retour à l'orphelinat, elle raconte son exploit à Monsieur Shaibel. Plus tard, la petite fille, devenue accro aux tranquillisants, rentre par effraction dans l'infirmerie et après s'être gavée de pilules, elle s'évanouit devant la directrice et les autres pensionnaires. |   |                             |             |             |                    |
| 2 | 2 | Échanges Exchanges          | Scott Frank | Scott Frank | 23 octobre 2020    |
| Six ans plus tard, Beth est adoptée par la famille Wheatley. Allston Wheatley, le mari, est souvent absent pour son travail, et Alma, l'épouse, est mère au foyer. Beth découvre sa nouvelle chambre. Le lendemain, alors qu'elle a du mal à s'intégrer dans son nouveau lycée, principalement auprès d'un groupe de filles dont Margaret, la leader populaire, elle cherche un club d'échecs, en vain. À la maison, Alma lui demande d'aller lui acheter des médicaments chez l'épicier. Beth s'aperçoit que ce sont les tranquillisants qu'elle prenait, petite, à l'orphelinat. Au rayon presse, elle voit un magazine sur les échecs. En le feuilletant, elle y découvre l'annonce d'un tournoi local du Kentucky. En parallèle, ses parents adoptifs se séparent, Allston annonçant à sa femme qu'il ne reviendra pas de son déplacement. Alma dit à Beth qu'elles n'ont plus de revenus et lui coupe son argent de poche. Pour gagner de l'argent, Beth décide donc de s'inscrire au tournoi, avec un 1er prix de 100$, mais doit demander l'argent de l'inscription à M. Shaibel. Lors du tournoi, elle découvre les règles officielles : la pendule, le carnet de notes, le classement par points et les grands maitres, les différents autres tournois existants, et que le monde des échecs est principalement masculin. Alors qu'elle apparait comme une débutante, elle bat rapidement tous ses adversaires, mais lors du match contre Townes, elle doit se précipiter dans les toilettes à cause de l'arrivée de ses règles. Les jours qui suivent, en cachette, Beth prend les tranquillisants de sa mère. Elle continue à monter dans le tournoi et arrive jusqu'en finale, affrontant Harry Beltik, le champion de l'État du Kentucky. Trop sûr de lui, ce dernier arrive en retard, alors que sa pendule a déjà commencé de tourner. Le match est serré, Beth panique, se précipite à nouveau dans les toilettes, prend un tranquillisant et visualise l'échiquier au plafond. Elle revient, réussit à piéger son adversaire et gagne le tournoi. De retour à la maison, sa mère adoptive lit un article sur Beth dans le journal local et comprend alors les revenus que peuvent procurer les tournois d'échecs. Avec le gain du tournoi, Beth s'achète des livres sur les échecs et un échiquier. Alors qu'elle installe son échiquier dans sa chambre, Alma dit à Beth qu'elle l'a inscrite à un nouveau tournoi. Celle-ci annonce qu'elle le gagnera. |   |                             |             |             |                    |
| 3 | 3 | Pions doublés Doubled Pawns | Scott Frank | Scott Frank | 23 octobre 2020    |
| Cincinnati 1963. Beth et Alma arrivent à l’hôtel où se déroule le tournoi. Beth bat ses adversaires sans difficulté. Elle fait la connaissance d’un joueur cow-boy un peu atypique, un certain Benny Watts. Lors d’un déjeuner avec d’autres joueurs, les différents tournois sont évoqués, US Open et Russie… Beth gagne le tournoi de Cincinnati et remporte 500$. Progressivement, Alma devient l’agent de Beth et organise plusieurs déplacements pour que Beth participe à différents tournois. Beth devient célèbre aux États-Unis, obtient des couvertures et des articles dans divers magazines, et devient populaire dans son lycée. Lors d’une soirée chez Margaret, elle se rend compte que son mode de vie l'a mise en décalage avec les jeunes de son âge. À l’US Open de Las Vegas, elle croise à nouveau Townes, pour qui elle développe des sentiments, et avec qui elle fait une séance photo dans la chambre de ce dernier. Alors que l’atmosphère se charge d'une tension érotique, un autre homme fait irruption dans la pièce. Beth comprend alors que Townes est gay, et les sentiments de Beth sont donc à sens unique. Plus tard, elle croise à nouveau le joueur cow-boy, Benny Watts, qui avoue à Beth qu’il a détecté une faille dans sa partie en finale contre Harry Beltik. Déstabilisée par cette nouvelle, elle joue la finale du tournoi contre Watts et connait contre lui sa première défaite. |   |                             |             |             |                    |
| 4 | 4 | Milieu de jeu Middle Game   | Scott Frank | Scott Frank | 23 octobre 2020    |
| Beth a 17 ans. Elle prend des cours de russe et fait la connaissance d’un groupe de jeunes. Elle passe la soirée chez eux et finit par coucher avec un garçon. Sa première expérience sexuelle n’est pas des plus plaisantes, car le garçon a trop fumé. Quelque temps plus tard, elle obtient son diplôme. Sa mère est fière d’elle. Elles n’ont pas le temps de fêter ça car elles partent à Mexico pour un tournoi d’échecs, et Alma y retrouve Manuel, un correspondant avec qui elle échange depuis longtemps, mais qu'elle n'a jamais vu. La veille du tournoi, alors qu’Alma ne parle que de sa relation amoureuse, Beth se concentre sur ses échecs. Sa mère réussit à la convaincre de se changer les idées. En allant faire un tour au zoo, Beth voit Borgov, le champion du monde, un russe, le seul joueur qu’elle redoute. Lors du tournoi, Beth élimine ses adversaires avec facilité. En demi-finale, elle affronte Girev, un jeune prodige russe de 13 ans. Au bout de 5 heures de jeu, le jeune joueur demande à ajourner la partie et oblige Beth à mettre un coup sous enveloppe. Le lendemain, ils reprennent la partie. Pour déconcentrer son adversaire, Beth quitte la table, revient jouer, repart, revient jouer et repart… à chaque coup. Elle gagne finalement la partie, en acceptant le fait que Girev est un très bon joueur. La finale du tournoi voit donc s’affronter Beth contre Borgov, mais elle perd devant ce joueur d’une précision mécanique. En remontant en parler à sa mère, Beth la découvre morte dans le lit d'une hépatite due à sa forte consommation d'alcool. Après que la police a emmené le corps, elle décide d’appeler son père adoptif, qui ne réagit pas à l’annonce du décès de son ex-épouse, et charge Beth de s’occuper de l’enterrement et des aspects administratifs. Beth rachète des médicaments, et rapatrie le corps de sa mère. Dans l’avion du retour, elle noie son chagrin dans l’alcool. |   |                             |             |             |                    |
| 5 | 5 | Fourchette Fork             | Scott Frank | Scott Frank | 23 octobre 2020    |
| Beth revient dans le Kentucky, et retourne dans la maison des Wheatley, vide, que son père adoptif lui a donnée. Harry Beltik, le joueur que Beth a battu il y a 5 ans, lors de la finale du tournoi du Kentucky, l’appelle. Il arrive chez elle et ils discutent des stratégies d’échecs. Harry et Beth font des parties d’entrainement et discutent sur les champions et les stratégies. Alors que Beth essaye de comprendre le jeu de Borgov, un soir, Harry lui annonce qu’il a trouvé un appartement plus proche de l'université, et qu’il ne reviendra pas aussi souvent. Cependant Beth lui propose de rester dans la maison. Harry l’embrasse alors et ils couchent ensemble. Plus tard, dans un magasin, Beth croise Margaret, son ancienne camarade et rivale au lycée, désormais mariée et mère d'un enfant. Un après-midi, Harry et Beth refont une partie sur la terrasse de la maison, et Harry se rend compte que Beth est trop forte pour lui. Le lendemain, Harry lui annonce qu’il préfère partir, réalisant qu’il n’est pas aussi passionné par les échecs au point de mettre sa vie en danger, tout en montrant à Beth qu’il a découvert le flacon de tranquillisants. Beth participe au championnat de l’Ohio. Là, elle croise à nouveau Benny Watts. Les deux joueurs se qualifient sans problème. Le soir, elle retrouve d’autres joueurs, dont Benny, dans la cafétéria de l’université. Ils font des parties rapides, appelées « Blitz », à 5$ la partie. Benny gagne à chaque fois, et Beth se fait plumer. Beth rentre chez elle, furieuse. Le lendemain, jour de la finale, Beth et Benny sont face à face. Finalement, Beth gagne le tournoi. Les deux joueurs discutent ensuite dans un bar. Benny lui parle des tournois de Moscou et de Paris, et lui propose de devenir son entraineur. Beth accepte, mais Benny précise que ce partenariat sera totalement platonique. |   |                             |             |             |                    |
| 6 | 6 | Ajournement Adjournment     | Scott Frank | Scott Frank | 23 octobre 2020    |
| Benny et Beth arrivent à New York. Beth s’installe chez Benny, qui vit dans un appartement en sous-sol au confort minimal, et dort dans le salon, sur un matelas gonflable. Ils passent leurs journées à répéter les parties des grands maîtres et des meilleurs joueurs au monde. Un soir, alors que Beth s’apprête à aller se coucher, des amis de Benny arrivent et ils passent la soirée entre professionnels d’échecs. Elle rencontre également Cléo, une jeune femme travaillant dans la mode, vivant à Paris. Benny propose que Beth l'affronte, ainsi que ses deux amis, en simultané. Beth accepte mais elle demande que les parties soient jouées en Blitz, à 10$ la partie. Benny répond que Beth n’est pas forte dans les Blitz, et qu'elle va perdre. Mais, contre toute attente, elle les remporte toutes. Après le départ des amis, Benny et Beth font l’amour. En 1967, Beth va à Paris. Lors du grand prix d’échecs, elle est confrontée aux clichés masculins inhérents à cet univers. Borgov, le champion du monde russe, participe également. Beth répète sans cesse toutes les parties. La veille de la finale, le soir, Cléo appelle Beth pour aller boire un verre. Après des hésitations, celle-ci accepte et se laisse entrainer dans une virée nocturne. Le lendemain, Beth, avec la gueule de bois, affronte Borgov. Elle boit énormément d'eau mais peine à se concentrer et finit par rater un coup qui condamne la partie et l'oblige à abandonner. Beth retourne alors dans le Kentucky, dans la maison de ses parents. Elle reçoit la visite de son père adoptif et d’un avocat, qui veulent l'expulser pour vendre la maison. Mais Beth lui propose plutôt de la racheter. Elle refait toute la décoration et s’approprie enfin la maison selon ses goûts. Plus tard, Beth est contactée par une organisation conservatrice, la Croisade chrétienne, qui est prête à la sponsoriser pour aller jouer en Russie et battre les communistes. Benny lui conseille d’accepter. Progressivement, Beth tourne en rond et noie sa solitude dans ses vieux démons : alcool et tabac, sur fond de musique rock psychédélique. Elle finit par s’évanouir dans son salon. En 1968, Beth est appelée pour participer au tournoi où elle a commencé : le tournoi local du Kentucky. Sur place, elle recroise Harry Beltik qui a compris qu'elle a des problèmes d’alcool et veut l’aider, mais Beth refuse son aide, et rentre chez elle sans participer au tournoi. Plus tard, Jolene, son amie d’enfance à l’orphelinat, frappe à sa porte. |   |                             |             |             |                    |
| 7 | 7 | Finale End Game             | Scott Frank | Scott Frank | 23 octobre 2020    |
| Jolene annonce à Beth que M. Shaibel est mort. Alors que Jolene loge chez Beth pour la nuit, cette dernière lui avoue qu’elle continue à prendre des tranquillisants et boire de l’alcool. Après s’être remémorés leurs souvenirs, elles retournent à l’orphelinat, pour l’enterrement de Shaibel. Ensuite Beth pénètre à nouveau dans les locaux, remplis de souvenirs, et recroise l’ancienne directrice qui ne la reconnait pas. Puis elle descend dans les sous-sols, là où elle a découvert les échecs pour la première fois avec M. Shaibel. Elle découvre qu’il l’a toujours suivi, collectionnant les articles de presse à son sujet et les photos d’elle. De retour dans la voiture, elle pleure dans les bras de Jolene. Plus tard, les représentantes de la Croisade chrétienne sont chez Beth et, en contrepartie du paiement de ses frais pour aller jouer à Moscou, elles lui demandent de lire un texte anti-communiste. Beth refuse et les rembourse. Elle doit alors trouver les fonds nécessaires pour aller en Russie par elle-même, mais n’y arrive pas ; elle se brouille au passage avec Benny, qui lui reproche, au lieu d'aller s'entrainer à New York avec lui, d’être rentrée chez elle pour s'enivrer. Jolene lui propose finalement de lui avancer l’argent, qu'elle prend sur les économies qu'elle destinait à ses études de droit. Dans l’avion qui l’emmène à Moscou, le garde du corps de Beth lui donne quelques conseils de sécurité dans la ville russe, dont une règle principale : alcool interdit. Lors du 1er tour, Beth élimine son adversaire en 27 coups. Elle signe des autographes et devient célèbre en Russie, avec une foule de plus en plus conséquente d’admiratrices. Elle élimine tous ses adversaires, et le fait que ce soit la seule femme dans un tournoi uniquement masculin crée l’événement. Plus tard, dans l’hôtel, elle surprend les champions russes, dont Borgov, s’entraider sur la stratégie à adopter et les coups à prévoir pour faire perdre Beth. Elle est aussi l'objet de mesures tendant à la déstabiliser, jouant sur ses problèmes avec l'alcool. Le lendemain, elle déjoue leurs plans et gagne en demi-finale contre un des joueurs qu’elle admire. Elle atteint une notoriété jamais égalée. Plus tard, dans sa chambre, Beth se rappelle les souvenirs avec sa mère et décide de jeter ses tranquillisants dans la cuvette des toilettes. La finale contre Borgov arrive. Tous les Russes suivent le match avec attention, ainsi que toute la presse internationale. Après plusieurs heures de jeu, à la surprise générale, Borgov demande un ajournement. Plus tard, lors d’une conférence de presse de Beth, Townes apparait, et ils s’avouent leur amitié mutuelle. Le lendemain, dans la chambre, Townes reçoit un coup de téléphone et passe le combiné à Beth. À l’autre bout du fil : Benny, Harry et d’autres joueurs professionnels américains qui ont étudié sa partie et lui expliquent les différentes possibilités pour gagner contre Borgov. La finale reprend. Alors que Beth joue en confiance, Borgov fait un coup qui n’était pas prévu dans les stratégies élaborées la veille. Beth utilise alors son don : elle visualise l’échiquier au plafond de la salle et imagine toutes les solutions. La partie reprend et la tension est palpable. En difficulté, Borgov propose une partie « nulle », ce qui mettrait les deux joueurs à égalité. Mais Beth refuse. Alors qu’elle réussit à mener un pion à l’autre bout de l’échiquier, elle récupère sa dame perdue, et finalement, après quelques coups, Beth réussit à vaincre Borgov. La nouvelle se répand vite. Les joueurs américains exultent de joie. Jolene est contente. Beth devient une star adulée. À son retour aux États-Unis, elle va être invitée à la Maison Blanche, et dans les plus grands événements mondiaux. Mais sur la route de l'aéroport, Beth a envie de marcher seule. Alors qu’elle se trouve dans un parc public, à Moscou, en cet hiver 1968, elle voit des tables d’échecs avec des vieux russes qui jouent. Ils la reconnaissent et l’accueillent avec joie. L’un d'eux lui propose de faire une partie… |   |                             |             |             |                    |

## Accueil

### Audience
Le 28 octobre 2020, la série devient la plus regardée sur Netflix,. Pendant le mois suivant sa mise en ligne, la série est vue par 62 millions de téléspectateurs dans le monde.

### Critique

#### États-Unis
L'agrégateur de critiques Rotten Tomatoes donne une cote d'approbation de 100 % sur la base de 42 avis, avec une note moyenne de 8,04 / 10, et écrit : « Ses mouvements ne sont pas toujours parfaits, mais entre les performances magnétiques d'Anya Taylor-Joy, les détails d'époque incroyablement réalisés et l'écriture émotionnellement intelligente, The Queen's Gambit est une victoire absolue. » Metacritic a attribué à la série une note moyenne pondérée de 79 sur 100 sur la base de 27 avis.
Entertainment Weekly donne un B à la série : « Taylor-Joy excelle dans les moments calmes, ses paupières se rétrécissant lorsqu'elle décime un adversaire, tout son corps matérialisant le désespoir de colère lorsque le jeu se retourne contre elle. » Rolling Stone lui a attribué 3 étoiles sur 5, soulignant « un projet esthétiquement beau avec plusieurs superbes performances ». Variety écrit : « The Queen's Gambit parvient à personnaliser le jeu et ses joueurs grâce à une narration intelligente. Anya Taylor-Joy est une actrice principale si magnétique que lorsqu'elle regarde l'objectif de la caméra, son éclat de silex menace de le traverser. »

#### France
Sur le site AlloCiné, la série obtient une note de presse de 3,9⁄5 pour 7 titres de presse recensés et une note spectateur de 4,6⁄5 pour 2 772 notes. Elle se classe ainsi cinquième meilleure série, derrière Game of Thrones, Breaking Bad, Chernobyl et Notre planète.
Pour Télérama, c'est « un drame solide et féministe qui réussit à glamouriser un jeu pas facile à porter à l’écran » et qui « passionnera même les profanes ». Le site Écran Large donne une note de 3,5 sur 5 et précise : « Scott Frank réussit à rendre ce jeu palpitant, explore la complexité de Beth et capte la richesse de son personnage. »

## Thèmes et analyses

### Les échecs

#### Le titre de la série
Le Jeu de la dame se nomme en anglais The Queen's Gambit, qui désigne une ouverture très populaire aux échecs, appelée en français le gambit dame (ou gambit de la dame). Le titre anglais se réfère ainsi à l'ouverture de la dernière partie de la série, mais aussi à la position de Beth qui doit s'imposer dans un monde d'hommes.

#### Réalisme de la série

##### Les parties d'échecs

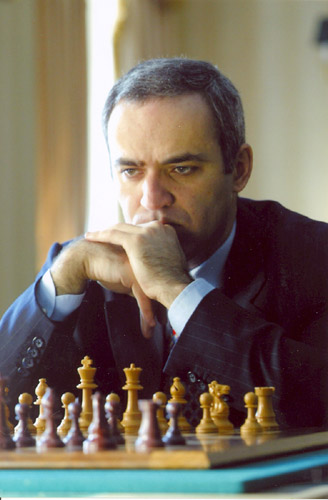
Garry Kasparov à New York en 2003.

Les créateurs de la série, Scott Frank et Allan Scott, souhaitaient que les parties d'échecs présentes dans la série puissent être jugées réalistes par les joueurs d'échecs. Ils firent donc appel aux conseils de divers experts, dont l'entraîneur Bruce Pandolfini et l'ancien champion du monde d'échecs, Garry Kasparov. Le rôle de Vasily Borgov fut proposé à Garry Kasparov, mais il dut décliner car son emploi du temps ne le permettait pas. Il accepta cependant d'être consultant.
Garry Kasparov voulait s'assurer que les parties d'échecs soient le plus réaliste possible car « de nombreux joueurs seraient amenés à regarder la série et pourraient dire : c'est complètement illogique ». Il aida à revoir chaque partie. La plus compliquée fut la dernière partie de Beth Harmon contre le champion Vasily Borgov. La partie ainsi que sa conclusion devaient être complexes, reflétant le niveau des joueurs. Après plusieurs recherches, Kasparov s'inspira de la partie de Patrick Wolff contre Vassili Ivantchouk, durant le Festival d'échecs de Bienne en 1993.
Mathilde Choisy, joueuse d'échecs, indique que quasiment toutes les parties sont inspirées de parties ayant été réellement jouées : notamment, tous les champions du monde ont pratiqué l'ouverture « sicilienne ». Elle estime que la gestuelle des joueurs dans la série n'est pas du tout semblable à celle des joueurs professionnels : ceux-ci ont une façon très assurée de bouger les pièces, ce qui est un moyen d'envoyer un message à leur adversaire. Mathilde Choisy compare les parties d'échecs à de « vrais combats de boxe », où lorsqu'un joueur réalise un coup qui « fait mal » à l'adversaire, il peut effectuer par exemple une pression avec la pièce sur l'échiquier ou la faire pivoter sur elle-même sur la case pour insister.

##### Autres aspects
Mathilde Choisy, directrice générale de la Fédération française des échecs, donne son avis sur le réalisme de divers aspects de la série. Elle note que le comportement de Beth Harmon, qui consiste à visualiser sur le plafond de sa chambre ses parties d'échecs, correspond à une capacité habituelle chez les joueurs d'échecs d'un certain niveau : tous peuvent faire appel à une visualisation mentale et n'ont pas besoin d'un échiquier réel pour jouer. Romuald De Labaca, ancien joueur national et entraîneur, affirme : « Les joueurs anticipent tout et font beaucoup de calculs et de combinaisons. Ils peuvent préparer jusqu’à 10 coups à l’avance. Ils visualisent sans cesse, c’est omniprésent pour eux. »
Lors du deuxième épisode, Beth affronte de façon simultanée une dizaine de joueurs. Il s'agit d'une pratique très commune et tous les joueurs d'un certain niveau en sont capables. Même un joueur amateur est capable de jouer simultanément contre des joueurs débutants. Romuald De Labaca explique qu'il arrive qu'un seul joueur affronte simultanément jusqu'à 40 joueurs et que des jeunes de 14 ans peuvent affronter des joueurs de 40 ans.
Concernant les tics des joueurs dans la série, ou leurs tentatives de déstabiliser l'adversaire, Mathilde Choisy estime qu'en général les joueurs se comportent correctement mais qu'il existe effectivement certains joueurs connus pour être « insupportables ». Mathilde Choisy cite Garry Kasparov : il se montrait désagréable en soufflant ou secouant la tête, et retirait sa montre dès qu'il savait avoir gagné la partie, ce qui était également déstabilisant pour l'autre joueur. Sa simple présence physique représentait une difficulté mentale pour ses adversaires.
Concernant le blitz (« éclair » en allemand), un genre de parties d'échecs auquel est initiée Beth Harmon par le joueur Benny Watts, Mathilde Choisy explique que ce type de parties jouées à toute vitesse a d'abord été considéré comme un loisir puis est devenu une discipline à part entière avec des tournois spécifiques. Le blitz est également utilisé comme entraînement à la vitesse de réflexion. Une partie peut durer cinq minutes, deux minutes ou même une minute,.
Il est exact que dans les années 1960, les échecs étaient joués par les hommes, comme cela est le cas dans la série. Mathilde Choisy estime que la série, qui met en scène des adversaires qui se comportent quasiment tous comme de « parfaits gentlemen », ne représente pas la réalité, qui est « un peu plus compliquée que cela ». Judith Polgar témoigne que certains joueurs qu'elle a battus refusaient de lui serrer la main, contrairement à ce que veut la coutume. Elle rapporte également que l'un de ses adversaires « se tapait la tête contre l'échiquier après sa défaite »,.

#### Inspirations de la série
Dans la préface du roman original, l'auteur, Walter Tevis, amateur féru d'échecs, indique s'être inspiré également pour son grand maître fictif Vasily Borgov du grand maître Anatoli Karpov (plusieurs fois champion du monde de 1975 à 1998). 
L'héroïne de la série est une personne de nationalité américaine qui défie la suprématie échiquéenne russe d'après-guerre, ce qui peut évoquer Bobby Fischer affrontant Boris Spassky. Le match qui clôt la série ferait alors écho au « match du siècle » qui opposa les deux joueurs pour le titre de champion du monde d'échecs en 1972, un match gagné par Bobby Fisher, qui, tout comme l'héroïne de la série brise ainsi l’hégémonie soviétique dans la discipline. Les similitudes entre l'héroïne de la série et Bobby Fischer ne s'arrêtent pas là. Tout d'abord la période couverte par la série, de 1958 à 1968, correspond à celle de la période la plus active de la carrière du Bobby Fischer. Fischer était également un joueur très précoce, tout comme Beth Harmon, et il avait également, comme elle, des difficultés dans ses interactions sociales. Comme elle, il lisait les revues d'échecs, et comme elle, il avait appris à parler le russe. Il désirait en effet pouvoir lire les revues russes, considérées comme les meilleures sources d'information sur les échecs. Bobby Fischer avait également le même type de jeu que l'héroïne de la série Beth Harmon : il était très agressif et passait rapidement à l'attaque contre ses adversaires. Il n'était pas dépendant à des médicaments comme Beth Harmon. L'auteur du livre dont est tiré la mini-série, Walter Tevis, s'est inspiré de sa propre expérience concernant cet aspect de son héroïne : hospitalisé pour un cœur rhumatismal, il a reçu de très fortes doses de médicaments et il est devenu dépendant,,. Une autre différence est que Bobby Fischer n'a pas été dans un orphelinat. Il vécut dans un environnement familial difficile, son père étant absent et sa mère étant une femme complexe, ce qui nourrit sa volonté de s'évader grâce aux échecs, qu'il découvre à l'âge de six ans.
Deux noms de joueuses moins connues qui ont pu servir d'inspiration au personnage de Beth dans le roman ont été proposés : Lisa Lane, championne des États-Unis au début des années 1960 qui fit la une de Sports Illustrated en 1961, et Diana Lanni, une joueuse américaine née en 1955 qui lutta contre sa toxicomanie et fit nulle contre la Championne du monde soviétique Nona Gaprindachvili à l'Olympiade d'échecs de 1982, au moment où l'auteur écrivait son livre,.
Il y a également des ressemblances avec Judit Polgár. Cette dernière a évolué dans un univers encore plus masculin que dans la série, les hommes doutant de sa réelle capacité à jouer à un haut niveau. Notamment, le grand maître russe Garry Kasparov, l'un des meilleurs joueurs de tous les temps, avait estimé qu'il était « impossible » qu'il soit battu par Judit Polgár. Selon cette dernière, Garry Kasparov a déclaré que « les femmes ne sont pas capables de gérer ce type de pression ». Tout comme l'héroïne de la série Beth Harmon, Judit Polgár a connu une ascension brillante, cumulant les succès et a battu le joueur russe. Selon Jennifer Shahade, championne américaine, Judit Polgár avait comme Beth Harmon un style de jeu très agressif. Une différence notable est que Judit Polgár a commencé à apprendre à jouer à partir de trois ans, et que son père la programmait pour devenir une championne. Beth Harmon, elle, commence dans la série à jouer aux alentours de neuf ans, et découvre les échecs par hasard,. Une autre différence est que Judit Polgár ne consommait pas de stupéfiants.

#### Réaction de la communauté des échecs
La série a reçu les éloges de la communauté des échecs pour sa représentation du jeu et des joueurs et relancé la popularité du jeu, notamment en ligne sur des sites comme Chess.com ou Lichess et en streaming sur la plateforme Twitch,. Selon The Independent, les recherches « jeu d’échecs » ont augmenté de 273 % entre le 23 octobre et le 2 novembre.
L’ancienne championne d’échecs Judit Polgár a qualifié la série de « spectacle incroyable ».
D’après plusieurs joueurs, Beth Harmon « ne perd pas assez » pendant ses débuts aux échecs, ce qui n'est pas réaliste.

### Costumes
La série a aussi été louée pour la qualité des costumes. La costumière Gabriele Binder, connue également pour son travail dans La vie des autres (2006) et Au pays du sang et du miel (2011), s’est inspirée de Edie Sedgwick, Jean Seberg, Pierre Cardin ou encore Balenciaga. Pour la visite de Beth Harmon à Paris, Gabriele Binder s’est directement inspirée de Pierre Cardin. La tenue a « une sorte d’élégance qui n’existe plus aujourd’hui ». La tenue « robe à nœud » fut aussi inspirée de Pierre Cardin.
Les tenues de Beth Harmon sont le reflet de son évolution en tant que personne et joueuse d’échecs. De nombreuses tenues sont ornées de lignes ou de carreaux rappelant le plateau de jeu. Les tenues de Beth Harmon dans l’épisode un et sept peuvent être comparées. Dans le premier épisode, Beth porte une robe cousue par sa mère et portant son nom. Pour le dernier épisode, Beth porte une robe de la même couleur pour sa victoire contre le champion du monde. Cette couleur permet de rappeler « que sa mère est là avec elle » affirme Gabriele Binder, Beth n’est plus effrayée par son passé.
La dernière tenue de la série portée par Beth Harmon est un manteau et chapeau blanc. Le chapeau symbolise la couronne de « la reine » des échecs.
Le style du joueur d’échecs Benny Watts (joué par Thomas Brodie-Sangster) est inspiré de la Factory d’Andy Warhol. C’est un joueur qui est différent des autres dans sa personnalité.
Alma porte aussi une robe créée par Christian Dior pour les grandes occasions comme la remise des diplômes de Beth ou sa visite à Mexico.
Le Brooklyn Museum maintient une exposition virtuelle sur les costumes du Le Jeu de la Dame et la série The Crown d’octobre à décembre 2020.

### Féminisation des échecs
La présence d'une femme au niveau de l'élite mondiale masculine évoque la joueuse hongroise Judit Polgár, et par exemple ses affrontements contre Anatoli Karpov et Garry Kasparov.
Judit Polgár, championne d’échecs venue de Hongrie a battu à plusieurs reprises certains des champions du monde des échecs. C’est la seule femme à avoir été classée dans le top 10 mondial. Si Judit Polgár convient de l’excellence de la série, elle confie ne pas reconnaître le comportement des joueurs masculins qui sont « trop gentils avec elle [Beth Harmon] ». En effet, certains des compétiteurs de Judit Polgár ont refusé de lui serrer la main après leurs défaites.
Il y a très peu de femmes dans le top du classement mondial mixte des joueurs d'échecs. Seule la joueuse Hou Yifan est classée 84e dans le top 100 mondial mixte en 2020. La Fédération française des échecs (FFE) comptabilisait 20,22 % de licences prises par des femmes sur 54 860 licenciés, regroupés dans 897 clubs en 2018. La FFE a lancé un « Plan de Féminisation » depuis 2019.
Le Jeu de la Dame a ainsi rouvert le débat sur la place des femmes dans les échecs.[réf. nécessaire]

#### Plainte en justice contre Netflix
Le 16 septembre 2021, Nona Gaprindashvili, ancienne championne du monde d'échecs (chez les femmes), âgée de 80 ans, porte plainte contre Netflix pour diffamation. Dans le dernier épisode de la série, Nona Gaprindashvili est mentionnée comme n'ayant « jamais affronté d’hommes » en compétition. Elle accuse Netflix d'avoir ainsi « menti effrontément et délibérément » sur ses succès et considère que sa carrière est par conséquent montrée de façon « sexiste et dénigrante ». Nona Gaprindashvili estime que Netflix a agi ainsi dans le but « mesquin et cynique » de faire apparaître l’héroïne de la série comme ayant fait ce que personne n'aurait fait avant elle. Elle réclame 5 millions de dollars. Elle rappelle qu'elle a battu 28 hommes au cours de sa carrière,. Libération indique qu'elle a été première ex aequo aux tournois masculins de Hastings en 1964 et de Lone Pine en 1977.
En septembre 2022, Netflix affirme être parvenu à un accord financier avec Nona Gaprindashvili, sans en préciser le montant.

## Distinctions

### Récompenses
- IGN Awards 2020 : Meilleure série dramatique[50]
- Golden Globes 2021 [51] :
  - Meilleure mini-série ou meilleur téléfilm
  - Meilleure actrice dans une mini-série ou un téléfilm pour Anya Taylor-Joy
- AACTA International Awards 2021[52] :
  - Meilleure série dramatique
  - Meilleure actrice dans une série pour Anya Taylor-Joy
- Critic's Choice Television Awards 2021[53] :
  - Meilleure série limitée
  - Meilleure actrice dans une mini-série ou un téléfilm pour Anya Taylor-Joy
- Screen Actors Guild Awards 2021[54] : Meilleure actrice dans une mini-série ou un téléfilm pour Anya Taylor-Joy
- Primetimes Emmy Awards 2021[55] :
  - Meilleure mini-série
  - Meilleur maquillage d'époque ou d'un personnage
  - Meilleur montage à caméra unique pour une minisérie, anthologique ou un téléfilm
  - Meilleure réalisation pour une mini-série ou un téléfilm
  - Meilleurs costumes d'époque
  - Meilleure photographie pour une minisérie ou anthologique
  - Meilleur casting pour une minisérie, anthologique ou un téléfilm
  - Meilleurs décors pour un récit d'époque ou un programme fantastique (d'une heure ou plus)
  - Meilleur mixage du son pour une minisérie, anthologique ou un téléfilm
  - Meilleur montage sonore pour une minisérie, anthologique ou un téléfilm
  - Meilleure composition musicale pour une minisérie, anthologique ou un téléfilm pour Carlos Rafael Rivera

### Nominations
- IGN Awards 2020 :
  - Meilleure série télévisée[56]
  - Meilleure nouvelle série télévisée[57]
  - Meilleure prestation dans une série télévisée dramatique pour Anya Taylor-Joy[58]
- Satellite Awards 2021[59] :
  - Meilleure mini-série
  - Meilleure actrice dans une mini-série ou un téléfilm pour Anya Taylor-Joy
- Critic's Choice Television Awards 2021[60] : Meilleure actrice dans un second rôle dans une mini-série ou un téléfilm pour Marielle Heller
- Screen Actors Guild Awards 2021[54] : Meilleur acteur dans une mini-série ou un téléfilm pour Bill Camp
- Primetimes Emmy Awards 2021 [61]:
  - Meilleure actrice principale dans une mini-série pour Anya Taylor-Joy
  - Meilleur design du générique
  - Meilleur supervision musicale
  - Meilleur scénario pour une mini-série ou un téléfilm
  - Meilleure actrice dans un second rôle dans une mini-série ou un téléfilm pour Moses Ingram
  - Meilleur acteur principal dans une mini-série pour Thomas Brodie-Sangster
  - Meilleures musiques et paroles originales pour Adjournment - I Can't Remember Love